# Mycetophila subfunerea
Mycetophila subfunerea är en tvåvingeart som beskrevs av Duret 1992. Mycetophila subfunerea ingår i släktet Mycetophila och familjen svampmyggor. Inga underarter finns listade i Catalogue of Life.